# 寿酒造
壽酒造株式会社（ことぶきしゅぞう）は、大阪府高槻市富田町にある酒蔵。「國乃長」ブランドで日本酒、地ビール、焼酎を醸造する。日本書記にも記述が残されている皇室御料＂頓田＂。日本最古の銘醸地である摂津富田で200年以上の歴史を持つ酒造会社。大阪初のクラフトビール製造や、大阪で唯一の地焼酎の製造など、伝統を守りながらも、新しい事にもチャレンジしていく社風が魅力。

## 沿革
- 1822年（文政5年） - 創醸
- 1995年（平成7年） - 大阪府初の地ビールの製造を開始。全国で９番目。
- 2005年（平成17年） - 大阪府内唯一の地焼酎の製造を開始。粕醪取り焼酎。

## 銘柄
清酒（日本酒）
- 國乃長（くにのちょー）
- あやめさけ
- とんださけ
- カエルラベル
- 貴一本

焼酎
- 単式蒸留焼酎・大阪焼酎（粕醪取り焼酎）

ビール
- 國乃長ビール（麦芽100%）
- 貴醸エール（発泡酒）

## 受賞歴
全国新酒鑑評会
平成14酒造年 - 29酒造年
- 「國乃長」金賞受賞 - 平成29年受賞